# Poljana (Lipik)
Poljana (česky Pakracká Polana) je vesnice v Chorvatsku v Požežsko-slavonské župě, spadající pod opčinu města Lipik. Nachází se asi 17 km severozápadně od Lipiku. V roce 2011 zde žilo 547 obyvatel. V roce 1991 bylo 22,27 % obyvatel (149 z tehdejších 669 obyvatel) české národnosti.

## Sousední sídla
| Růžice kompasu |         | Antunovac  |         | Růžice kompasu |
| Růžice kompasu | Međurić | Sever      | Gaj     | Růžice kompasu |
| Růžice kompasu | Međurić | Poljana    | Gaj     | Růžice kompasu |
| Růžice kompasu | Međurić | Jih        | Gaj     | Růžice kompasu |
| Růžice kompasu |         | Janja Lipa | Brezine | Růžice kompasu |